# Radoi Popiwanow
Radoi Petrow Popiwanow (bulgarisch Радой Петров Попиванов; * 9. August 1913 in Plewen; † 26. April 2010 in Sofia) war ein bulgarischer Genetiker und Minister.

## Leben
Popiwanow war von 1975 bis 1976 Direktor des Zentrallabors für allgemeine Genetik der Bulgarischen Akademie der Wissenschaften. In seinen wissenschaftlichen Arbeiten befasste er sich mit Fragestellungen der medizinischen Biologie, der Genetik, der Immunologie und der Immungenetik. 1977 wurde Popiwanow als Nachfolger von Angel Todorow bulgarischer Gesundheitsminister.